# Сингх, Люк
Люк А́дам Сингх (англ. Luke Adam Singh; 12 сентября 2000, Брамптон, Онтарио, Канада) — тринидадский и канадский футболист, центральный защитник клуба «Атлетико Оттава» и сборной Тринидада и Тобаго.

## Карьера

### Клубная карьера
Сингх занимался футболом в юношеских командах «Норт Миссиссога» и «Брамптон Ют».
В академию футбольного клуба «Торонто» Сингх пришёл в начале 2017 года. В 2018 году привлекался к матчам «Торонто III» в Лиге 1 Онтарио. Забил гол в матче против «Норт Миссиссога» 26 августа. В январе 2019 года Сингх проходил просмотр в датском клубе «Брондбю», но из-за травмы вернулся в «Торонто».
5 марта 2019 года с Сингхом был подписан профессиональный контракт в «Торонто II», но сразу же он был отдан в аренду в «Брондбю» до конца года. За основной состав датского клуба не играл, выступал в команде до 19 лет.
6 апреля 2021 года Сингх был взят в краткосрочную аренду в «Торонто» на первый матч ⅛ финала Лиги чемпионов КОНКАКАФ против мексиканского «Леона». В матче, состоявшемся на следующий день, дебютировал за клуб, выйдя на замену в концовке. 13 апреля был взят во вторую краткосрочную аренду на ответный матч. 16 апреля «Торонто» подписал с Сингхом контракт по правилу доморощенного игрока до конца сезона 2025. В MLS он дебютировал 17 апреля в матче стартового тура сезона против «Клёб де Фут Монреаль», выйдя в стартовом составе. 24 апреля в матче против «Ванкувер Уайткэпс» забил свой первый гол в профессиональной карьере. 16 июня был заявлен в «Торонто II».
25 января 2022 года Сингх был отдан в аренду клубу Канадской премьер-лиги «Пасифик» на сезон в рамках сделки по переходу в «Торонто» Лукаса Макнотона, но 4 февраля его аренда была отменена.
3 марта 2022 года Сингх отправился в аренду в клуб КПЛ «Эдмонтон» до конца сезона. За «Эдмонтон» дебютировал 10 апреля в матче стартового тура сезона 2022 против «Валора».
2 марта 2023 года Сингх был отдан в аренду клубу Канадской премьер-лиги «Атлетико Оттава» до конца года. За «Атлетико Оттава» дебютировал 15 апреля в матче стартового тура сезона 2023 против «Галифакс Уондерерс». 2 сентября в матче против «Кавалри» забил свой первый гол за «Атлетико Оттава». 22 марта 2024 года Сингх вернулся в «Атлетико Оттава» на правах аренды на второй сезон подряд.

### Международная карьера
В составе сборной Тринидада и Тобаго до 20 лет Сингх принимал участие в молодёжном чемпионате КОНКАКАФ 2018.
28 мая 2021 года Сингх был вызван в сборную Тринидада и Тобаго на матч квалификации чемпионата мира 2022 против сборной Сент-Китса и Невиса 8 июня, но 31 мая он принял вызов в тренировочный лагерь сборной Канады.
22 июня 2023 года Сингх был дозаявлен в состав сборной Тринидада и Тобаго на Золотой кубок КОНКАКАФ 2023 вместо получившего травму Дэниела Филлипса. 25 июня в матче первого тура группового этапа турнира против сборной Сент-Китса и Невиса он дебютировал за «сока уорриорз», выйдя на замену на 79-й минуте вместо Андре Рамперсада.